# Ложнодождевик бородавчатый
Ложнодождеви́к борода́вчатый, или Склеродерма бородавчатая (лат. Scleroderma verrucosum) — несъедобный гриб-гастеромицет рода Ложнодождевик семейства Ложнодождевиковые.

## Названия
Биноминальное название Scleroderma verrucosum (Bull.) Pers. дано в 1801 г. Х.Г. Персоном.
Родовое наименование гриба Scleroderma происходит от греческих слов σκληρός (scleros), твёрдый, жёсткий, и δέρμα (derma), кожа; видовой эпитет verrucosum - от латинского verrucosus, покрытый бородавками.

## Описание
Плодовое тело 2—8 см диаметром, клубневидное или почковидное, часто уплощённое сверху, часто с удлинённой ложной ножкой. Ложная ножка обычно 1—1,5 x 0,5—0,6 см (хотя может достигать 7 см в высоту), цилиндрическая или немного сплюснутая, складчатая, с желобками, с разветвлённым корневидным выростом из широких плоских мицелиальных тяжей, иногда полностью погружена в почву.
Перидий однослойный, тонкий (менее 1 мм), пробково-кожистый, иногда почти деревянистый, грязно-белый, затем охряно-жёлтый или жёлто-коричневый с мелкими (изредка крупными) буроватыми чешуйками или бородавками. При созревании спор растрескивается сверху, образуя более или менее широкое отверстие.
Глеба у молодых грибов плотная, белая, с желтоватыми прожилками; при созревании становится дряблой, серо-оливковой, затем серовато-чёрной, приобретая порошистую структуру. Стерильное основание под глебой отсутствует. Запах мякоти неприятный, металлический; вкус резкий.
Споры 9—15 мкм в диаметре, тёмно-коричневые или пурпурно-чёрные, шаровидные, тупо-шиповатые, с бородавками. Споровый порошок оливково-чёрный, с неприятным запахом. Нити капиллиция редкие, 3—3,5 мм толщиной, гиалиновые, без перегородок.
Цветовые химические реакции: В KOH поверхность буроватая.

## Экология и распространение
Широко распространённый вид—космополит, встречающийся в северном и южном умеренных поясах, в тропиках и субтропиках.
Образует микоризу с твёрдыми породами деревьев (включая дуб и бук). Растёт одиночно или группами на сухих песчаных почвах в лесах, садах и парках, на вырубках, часто в местах, нарушенных человеком: на обочинах дорог, краях канав, вдоль тропинок и т.д. Плодоносит с августа по сентябрь—октябрь.

## Сходные виды
Отличается от съедобных настоящих дождевиков жёсткой мякотью и неприятным запахом.
Кроме того, обладает сходством с родственными видами ложнодождевиков, отличаясь в основном выраженной ложной ножкой и тупо-шиповатыми спорами:
- Ложнодождевик обыкновенный отличается сидячими плодовыми телами без ложной ножки и толстой внешней оболочкой (около 3 мм).
- Ложнодождевик пятнистый имеет заметно более мелкие плодовые тела (1—4 см в диаметре).

## Пищевые качества
Несъедобный или слабо ядовитый гриб, в больших количествах вызывает отравление, сопровождающееся головокружением, болями в желудке, тошнотой, рвотой, в тяжёлых случаях — обмороком и судорогами. Признаки отравления появляются через 0,5—3 часа. Однако в малых дозах может употребляться в качестве приправы.